# Polgármester-választások Pusztaottlakán
1990 és 2019 között nyolc polgármester-választást  tartottak Pusztaottlakán.
A nyolc választás során három polgármester nyerte el a választók többségének bizalmát. 2014 óta Árgyelán Elvira a Békés megyei község első embere.
A rendszerváltást követő  két évtizedben mindig több jelölt állt rajtvonalhoz és a részvételi hajlandóság 70-80% körül mozgott.
Az országos pártok közül a Fidesz állított jelölteket a választásokon.

## Háttér
A kevesebb mint négyszáz lelkes község Békés megye közepén, Békéscsabától bő tíz kilométerre délre található.
A község 1928-ban jött létre, mivel az anyatelepülése, Ottlaka a Trianoni békeszerződés után a román-magyar határ túloldalára került.
1950-tól 1983-ig a Mezőkovácsházai járáshoz tartozott, 1994 és 2014 között a Mezőkovácsházai kistérség tagja volt. 2013 óta az újra létrejövő Mezőkovácsházai járás része.
A rendszerváltás előtti évtizedekben a szomszédos Medgyesbodzással alkotott közös tanácsot, melynek székhelye az utóbbin volt. A nyolcvanas években Bacsa János volt a közös tanács elnöke. 1990 tavaszán azután újra önállóan irányíthatta magát a község, április 15-től Kucsera János tanácselnök vezetésével.

### Alapadatok
| Év   | Jelöltek | Részvétel |
| ---- | -------- | --------- |
| 1990 | 3        | ?         |
| 1994 | 4        | 70%       |
| 1998 | 2        | 75%       |
| 2002 | 3        | 75%       |
| 2006 | 3        | 80%       |
| 2010 | 2        | 77%       |
| 2014 | 1        | 67%       |
| 2019 | 1        | 56%       |

A település lakóinak a száma 300 és 600 között mozgott a rendszerváltás utáni negyedszázadban és választásról választásra csökkent. A község lélekszámából fakadóan a képviselő-testület létszáma előbb 5 fős volt, majd a 2010-es önkormányzati reformot követően 4 fős lett.
A hivatalban lévő vezető egy eset kivételével mindig megmérettette magát és 2010-ig mindig legalább két jelölt indult a polgármester-választásokon. Azóta viszont mindig csak egy jelölt állt rajtvonalhoz. A 2010-ig tartó időszakban 70-80% körül mozgott a részvételi hajlandóság, azóta jóval ezalatt maradt. A legalacsonyabb a választói kedv 2019-ben volt (56%), a legmagasabb pedig 2002-ben (80%). (Az 1990-es választásokról nem állnak rendelkezésre részletes adatok.)
| Alapadatok (1990-2019) | Alapadatok (1990-2019) | Alapadatok (1990-2019) | Alapadatok (1990-2019) | Alapadatok (1990-2019) | Alapadatok (1990-2019) | Alapadatok (1990-2019) |
| Év                     | Nap                    | Lakók                  | Lakók                  | Választó- jogosult     | Szavazó                | Részvétel              |
| Év                     | Nap                    | száma                  | +/–                    | Választó- jogosult     | Szavazó                | Részvétel              |
| ---------------------- | ---------------------- | ---------------------- | ---------------------- | ---------------------- | ---------------------- | ---------------------- |
| 1990                   | szept.30.              | 567                    | (nincs adat)           | (nincs adat)           | (nincs adat)           | (nincs adat)           |
| 1994                   | dec.11.                | 536                    | −31                    | 430                    | 299                    | 69,5%                  |
| 1998                   | okt.18.                | 497                    | −39                    | 406                    | 306                    | 75,4%                  |
| 2002                   | okt.20.                | 480                    | −17                    | 375                    | 283                    | 75,5%                  |
| 2006                   | okt.1.                 | 431                    | −49                    | 353                    | 284                    | 80,5%                  |
| 2010                   | okt.3.                 | 407                    | −24                    | 341                    | 263                    | 77,1%                  |
| 2014                   | okt.12.                | 404                    | −3                     | 348                    | 234                    | 67,2%                  |
| 2019                   | okt.13.                | 369                    | −35                    | 301                    | 169                    | 56,1%                  |

## Választások
| \| 1990 \| |                                               |          |                 |
| Jelölt     | Jelölt                                        | Szavazat | Szavazat        |
|            | Szabó Miklós –                                | n.a.     | n.a.            |
|            | Gábor János –                                 |          |                 |
|            | Vozár Pál –                                   |          |                 |
|            | {{{jelölt4}}} –                               |          | {{{százalék4}}} |
|            | {{{jelölt5}}} –                               |          | {{{százalék5}}} |
|            | {{{jelölt6}}} –                               |          | {{{százalék6}}} |
|            | {{{jelölt7}}} –                               |          | {{{százalék7}}} |
|            | {{{jelölt8}}} –                               |          | {{{százalék8}}} |
|            | {{{jelölt9}}} –                               |          | {{{százalék9}}} |
|            | a részletes eredményekről nincs elérhető adat |          |                 |
|            |                                               |          |                 |
| 1990       |                                               |          |                 |

| \| 1994 \| \| Részvétel: 70% \| |                     |                |                 |
| Jelölt                          | Jelölt              | Szavazat       | Szavazat        |
|                                 | Szabó Miklós –      | 166            | 56,5%           |
|                                 | Gábor János Fidesz  | 102            | 34,7%           |
|                                 | ifj. Misur György – | 22             | 7,5%            |
|                                 | Mihu János –        | 4              | 1,4%            |
|                                 | {{{jelölt5}}} –     |                | {{{százalék5}}} |
|                                 | {{{jelölt6}}} –     |                | {{{százalék6}}} |
|                                 | {{{jelölt7}}} –     |                | {{{százalék7}}} |
|                                 | {{{jelölt8}}} –     |                | {{{százalék8}}} |
|                                 | {{{jelölt9}}} –     |                | {{{százalék9}}} |
|                                 |                     |                |                 |
|                                 |                     |                |                 |
| 1994                            |                     | Részvétel: 70% |                 |

| \| 1998 \| \| Részvétel: 75% \| |                     |                |                 |
| Jelölt                          | Jelölt              | Szavazat       | Szavazat        |
|                                 | Szabó Miklós –      | 214            | 71,6%           |
|                                 | Tolnai Péter Fidesz | 85             | 28,4%           |
|                                 | {{{jelölt3}}} –     |                | {{{százalék3}}} |
|                                 | {{{jelölt4}}} –     |                | {{{százalék4}}} |
|                                 | {{{jelölt5}}} –     |                | {{{százalék5}}} |
|                                 | {{{jelölt6}}} –     |                | {{{százalék6}}} |
|                                 | {{{jelölt7}}} –     |                | {{{százalék7}}} |
|                                 | {{{jelölt8}}} –     |                | {{{százalék8}}} |
|                                 | {{{jelölt9}}} –     |                | {{{százalék9}}} |
|                                 |                     |                |                 |
|                                 |                     |                |                 |
| 1998                            |                     | Részvétel: 75% |                 |

| \| 2002 \| \| Részvétel: 75% \| |                     |                |                 |
| Jelölt                          | Jelölt              | Szavazat       | Szavazat        |
|                                 | Szabó Miklós –      | 155            | 55,4%           |
|                                 | Tolnai Péter Fidesz | 66             | 23,6%           |
|                                 | Negrea Dániel –     | 59             | 21,1%           |
|                                 | {{{jelölt4}}} –     |                | {{{százalék4}}} |
|                                 | {{{jelölt5}}} –     |                | {{{százalék5}}} |
|                                 | {{{jelölt6}}} –     |                | {{{százalék6}}} |
|                                 | {{{jelölt7}}} –     |                | {{{százalék7}}} |
|                                 | {{{jelölt8}}} –     |                | {{{százalék8}}} |
|                                 | {{{jelölt9}}} –     |                | {{{százalék9}}} |
|                                 |                     |                |                 |
|                                 |                     |                |                 |
| 2002                            |                     | Részvétel: 75% |                 |

| \| 2006 \| \| Részvétel: 80% \| |                       |                |                 |
| Jelölt                          | Jelölt                | Szavazat       | Szavazat        |
|                                 | Simonka György Fidesz | 210            | 74,7%           |
|                                 | Szabó Miklós –        | 46             | 16,4%           |
|                                 | Vigyikán Mihály –     | 25             | 8,9%            |
|                                 | {{{jelölt4}}} –       |                | {{{százalék4}}} |
|                                 | {{{jelölt5}}} –       |                | {{{százalék5}}} |
|                                 | {{{jelölt6}}} –       |                | {{{százalék6}}} |
|                                 | {{{jelölt7}}} –       |                | {{{százalék7}}} |
|                                 | {{{jelölt8}}} –       |                | {{{százalék8}}} |
|                                 | {{{jelölt9}}} –       |                | {{{százalék9}}} |
|                                 |                       |                |                 |
|                                 |                       |                |                 |
| 2006                            |                       | Részvétel: 80% |                 |

| \| 2010 \| \| Részvétel: 77% \| |                       |                |                 |
| Jelölt                          | Jelölt                | Szavazat       | Szavazat        |
|                                 | Simonka György Fidesz | 218            | 84,8%           |
|                                 | Vigyikán Mihály –     | 39             | 15,2%           |
|                                 | {{{jelölt3}}} –       |                | {{{százalék3}}} |
|                                 | {{{jelölt4}}} –       |                | {{{százalék4}}} |
|                                 | {{{jelölt5}}} –       |                | {{{százalék5}}} |
|                                 | {{{jelölt6}}} –       |                | {{{százalék6}}} |
|                                 | {{{jelölt7}}} –       |                | {{{százalék7}}} |
|                                 | {{{jelölt8}}} –       |                | {{{százalék8}}} |
|                                 | {{{jelölt9}}} –       |                | {{{százalék9}}} |
|                                 |                       |                |                 |
|                                 |                       |                |                 |
| 2010                            |                       | Részvétel: 77% |                 |

| \| 2014 \| \| Részvétel: 67% \| |                             |                |                 |
| Jelölt                          | Jelölt                      | Szavazat       | Szavazat        |
|                                 | Árgyelán Elvira Fidesz-KDNP | 218            | 100%            |
|                                 | {{{jelölt2}}} –             |                | {{{százalék2}}} |
|                                 | {{{jelölt3}}} –             |                | {{{százalék3}}} |
|                                 | {{{jelölt4}}} –             |                | {{{százalék4}}} |
|                                 | {{{jelölt5}}} –             |                | {{{százalék5}}} |
|                                 | {{{jelölt6}}} –             |                | {{{százalék6}}} |
|                                 | {{{jelölt7}}} –             |                | {{{százalék7}}} |
|                                 | {{{jelölt8}}} –             |                | {{{százalék8}}} |
|                                 | {{{jelölt9}}} –             |                | {{{százalék9}}} |
|                                 |                             |                |                 |
|                                 |                             |                |                 |
| 2014                            |                             | Részvétel: 67% |                 |

| \| 2019 \| \| Részvétel: 56% \| |                                 |                |                 |
| Jelölt                          | Jelölt                          | Szavazat       | Szavazat        |
|                                 | Pál-Árgyelán Elvira Fidesz-KDNP | 158            | 100%            |
|                                 | {{{jelölt2}}} –                 |                | {{{százalék2}}} |
|                                 | {{{jelölt3}}} –                 |                | {{{százalék3}}} |
|                                 | {{{jelölt4}}} –                 |                | {{{százalék4}}} |
|                                 | {{{jelölt5}}} –                 |                | {{{százalék5}}} |
|                                 | {{{jelölt6}}} –                 |                | {{{százalék6}}} |
|                                 | {{{jelölt7}}} –                 |                | {{{százalék7}}} |
|                                 | {{{jelölt8}}} –                 |                | {{{százalék8}}} |
|                                 | {{{jelölt9}}} –                 |                | {{{százalék9}}} |
|                                 |                                 |                |                 |
|                                 |                                 |                |                 |
| 2019                            |                                 | Részvétel: 56% |                 |

| Áttekintő táblázat | Áttekintő táblázat         | Áttekintő táblázat         | Áttekintő táblázat         | Áttekintő táblázat | Áttekintő táblázat | Áttekintő táblázat | Áttekintő táblázat |
| Év                 | Megválasztott polgármester | Megválasztott polgármester | Megválasztott polgármester | Szavazat           | Szavazat           | Előny a 2. előtt   | Előny a 2. előtt   |
| Év                 | név                        | szervezet                  | szervezet                  | db                 | érv.%              | db                 | %                  |
| ------------------ | -------------------------- | -------------------------- | -------------------------- | ------------------ | ------------------ | ------------------ | ------------------ |
| 1990               | Szabó Miklós               |                            | –                          | (nincs adat)       | (nincs adat)       | (nincs adat)       | (nincs adat)       |
| 1994               | Szabó Miklós               |                            | –                          | 166                | 56,5%              | +64                | +22%               |
| 1998               | Szabó Miklós               |                            | –                          | 214                | 71,6%              | +129               | +43%               |
| 2002               | Szabó Miklós               |                            | –                          | 155                | 55,4%              | +89                | +32%               |
| 2006               | Simonka György             |                            | Fidesz                     | 210                | 74,7%              | +164               | +58%               |
| 2010               | Simonka György             |                            | Fidesz                     | 218                | 84,8%              | +179               | +70%               |
| 2014               | Árgyelán Elvira            |                            | Fidesz-KDNP                | 218                | 100,0%             | –                  | –                  |
| 2019               | Árgyelán Elvira            |                            | Fidesz-KDNP                | 158                | 100,0%             | –                  | –                  |

| Kiegészítő adatok | Kiegészítő adatok | Kiegészítő adatok | Kiegészítő adatok | Kiegészítő adatok | Kiegészítő adatok |
| Év                | jelöltek száma    | HL?               | Rész- vétel       | Érvényes szavazat | Érvény- telen     |
| ----------------- | ----------------- | ----------------- | ----------------- | ----------------- | ----------------- |
| 1990              | 3                 | ✗                 | (nincs adat)      | (nincs adat)      | (nincs adat)      |
| 1994              | 4                 | ✓                 | 70%               | 294               | 1,7%              |
| 1998              | 2                 | ✓                 | 75%               | 299               | 2,3%              |
| 2002              | 3                 | ✓                 | 75%               | 280               | 1,1%              |
| 2006              | 3                 | ✓                 | 80%               | 281               | 1,1%              |
| 2010              | 2                 | ✓                 | 77%               | 257               | 2,3%              |
| 2014              | 1                 | ✗                 | 67%               | 218               | 6,8%              |
| 2019              | 1                 | ✓                 | 56%               | 158               | 6,5%              |

| Részletes eredmények (1994 óta) | Részletes eredmények (1994 óta) | Részletes eredmények (1994 óta) | Részletes eredmények (1994 óta) | Részletes eredmények (1994 óta) | Részletes eredmények (1994 óta) | Részletes eredmények (1994 óta) | Részletes eredmények (1994 óta) | Részletes eredmények (1994 óta) |
| Év                              | Polgármester-jelölt             | Polgármester-jelölt             | Polgármester-jelölt             | #.                              | Szavazat                        | Szavazat                        | Szavazat                        | Szavazat                        |
| Év                              | név                             | szervezet                       | szervezet                       | #.                              | db                              | jogosultak arányában            | szavazók arányában              | érvényes szavazatok arányában   |
| ------------------------------- | ------------------------------- | ------------------------------- | ------------------------------- | ------------------------------- | ------------------------------- | ------------------------------- | ------------------------------- | ------------------------------- |
| 1994                            | Szabó Miklós                    |                                 | –                               | 1.                              | 166                             | 38,6%                           | 55,5%                           | 56,5%                           |
| 1994                            | Gábor János                     |                                 | Fidesz                          | 2.                              | 102                             | 23,7%                           | 34,1%                           | 34,7%                           |
| 1994                            | ifj. Misur György               |                                 | –                               | 3.                              | 22                              | 5,1%                            | 7,4%                            | 7,5%                            |
| 1994                            | Mihu János                      |                                 | –                               | 4.                              | 4                               | 0,9%                            | 1,3%                            | 1,4%                            |
| 1998                            | Szabó Miklós                    |                                 | –                               | 1.                              | 214                             | 52,7%                           | 69,9%                           | 71,6%                           |
| 1998                            | Tolnai Péter                    |                                 | Fidesz                          | 2.                              | 85                              | 20,9%                           | 27,8%                           | 28,4%                           |
| 2002                            | Szabó Miklós                    |                                 | –                               | 1.                              | 155                             | 41,3%                           | 54,8%                           | 55,4%                           |
| 2002                            | Tolnai Péter                    |                                 | Fidesz                          | 2.                              | 66                              | 17,6%                           | 23,3%                           | 23,6%                           |
| 2002                            | Negrea Dániel                   |                                 | –                               | 3.                              | 59                              | 15,7%                           | 20,8%                           | 21,1%                           |
| 2006                            | Simonka György                  |                                 | Fidesz                          | 1.                              | 210                             | 59,5%                           | 73,9%                           | 74,7%                           |
| 2006                            | Szabó Miklós                    |                                 | –                               | 2.                              | 46                              | 13,0%                           | 16,2%                           | 16,4%                           |
| 2006                            | Vigyikán Mihály                 |                                 | –                               | 3.                              | 25                              | 7,1%                            | 8,8%                            | 8,9%                            |
| 2010                            | Simonka György                  |                                 | Fidesz                          | 1.                              | 218                             | 63,9%                           | 82,9%                           | 84,8%                           |
| 2010                            | Vigyikán Mihály                 |                                 | –                               | 2.                              | 39                              | 11,4%                           | 14,8%                           | 15,2%                           |
| 2014                            | Árgyelán Elvira                 |                                 | Fidesz-KDNP                     | 1.                              | 218                             | 62,6%                           | 93,2%                           | 100,0%                          |
| 2019                            | Árgyelán Elvira                 |                                 | Fidesz-KDNP                     | 1.                              | 158                             | 52,5%                           | 93,5%                           | 100,0%                          |

## Polgármesterek
| 1990-'94     | 1994-'98     | 1998-'02     | 2002-'06     | 2006-'10       | 2010-'14       | 2014-'19        | 2019-           |
| ------------ | ------------ | ------------ | ------------ | -------------- | -------------- | --------------- | --------------- |
| Szabó Miklós | Szabó Miklós | Szabó Miklós | Szabó Miklós | Simonka György | Simonka György | Árgyelán Elvira | Árgyelán Elvira |
|              |              |              |              |                |                |                 |                 |
| –            | –            | –            | –            | Fidesz         | Fidesz         | Fidesz-KDNP     | Fidesz-KDNP     |
|              |              |              |              |                |                |                 |                 |